# عشق‌آباد (ری)
عشق‌آباد (ری)، روستایی از توابع بخش قلعه نو شهرستان ری در استان تهران ایران است.

## جمعیت
این روستا در دهستان قلعه نو قرار دارد و براساس سرشماری مرکز آمار ایران در سال ۱۳۸۵، جمعیت آن ۹۱۷ نفر (۲۱۶خانوار) بوده‌است.